# Le Bourg-d’Oisans
Le Bourg-d’Oisans ist eine französische Gemeinde im Département Isère in der Region Auvergne-Rhône-Alpes. Die Einwohnerzahl beträgt 2.840 (Stand 1. Januar 2022), die Fläche 35,75 km². Die Bewohner werden Bourcats bzw. Bourcates genannt.

## Geographie
Der Hauptort der Region Oisans liegt im Tal der Romanche inmitten der Dauphiné-Alpen, an der Hauptstraße von Grenoble nach Briançon. Im Norden liegt der Col de la Croix de Fer im Bergmassiv Grandes Rousses, im Südosten der Nationalpark Écrins mit dem See Lauvitel im Mont-Pelvoux-Gebirge.

## Geschichte
Im Jahr 1191 entstand nach einem Bergrutsch im Tal der Romanche ein natürlicher Stausee, der Lac de Saint-Laurent. 1219 brach der Erddamm und verursachte eine große Flutwelle im Tal, die in der Stadt Grenoble schwere Schäden anrichtete.
Die heutige Ortschaft Le Bourg d’Oisans liegt im ehemaligen Seebecken.

## Bevölkerungsentwicklung
| Jahr                       | 1962 | 1968 | 1975 | 1982 | 1990 | 1999 | 2009 | 2017 |
| -------------------------- | ---- | ---- | ---- | ---- | ---- | ---- | ---- | ---- |
| Einwohner                  | 2189 | 2280 | 2448 | 3027 | 2911 | 2984 | 3381 | 3278 |
| Quellen: Cassini und INSEE |      |      |      |      |      |      |      |      |

## Sport
In unmittelbarer Nähe von Le Bourg-d’Oisans befinden sich bekannte Wintersportorte wie L’Alpe d’Huez und Les Deux Alpes.
International bekannt geworden ist der Ort durch die Tour de France. Nach Passieren des Ortes und der Brücke über die Romanche beginnt der 13,8 Kilometer lange Aufstieg nach L’Alpe d’Huez. Am Tag nach der Bergankunft dort ist Le Bourg-d’Oisans meist der Startort der nächsten Etappe. Zwischen 1950 und 2006 startete 19 Mal von hier eine Etappe der Tour.

## Persönlichkeiten
Le Bourg-d’Oisans ist der Geburtsort der Skirennläuferin Fabienne Serrat (* 1956).

## Weblinks

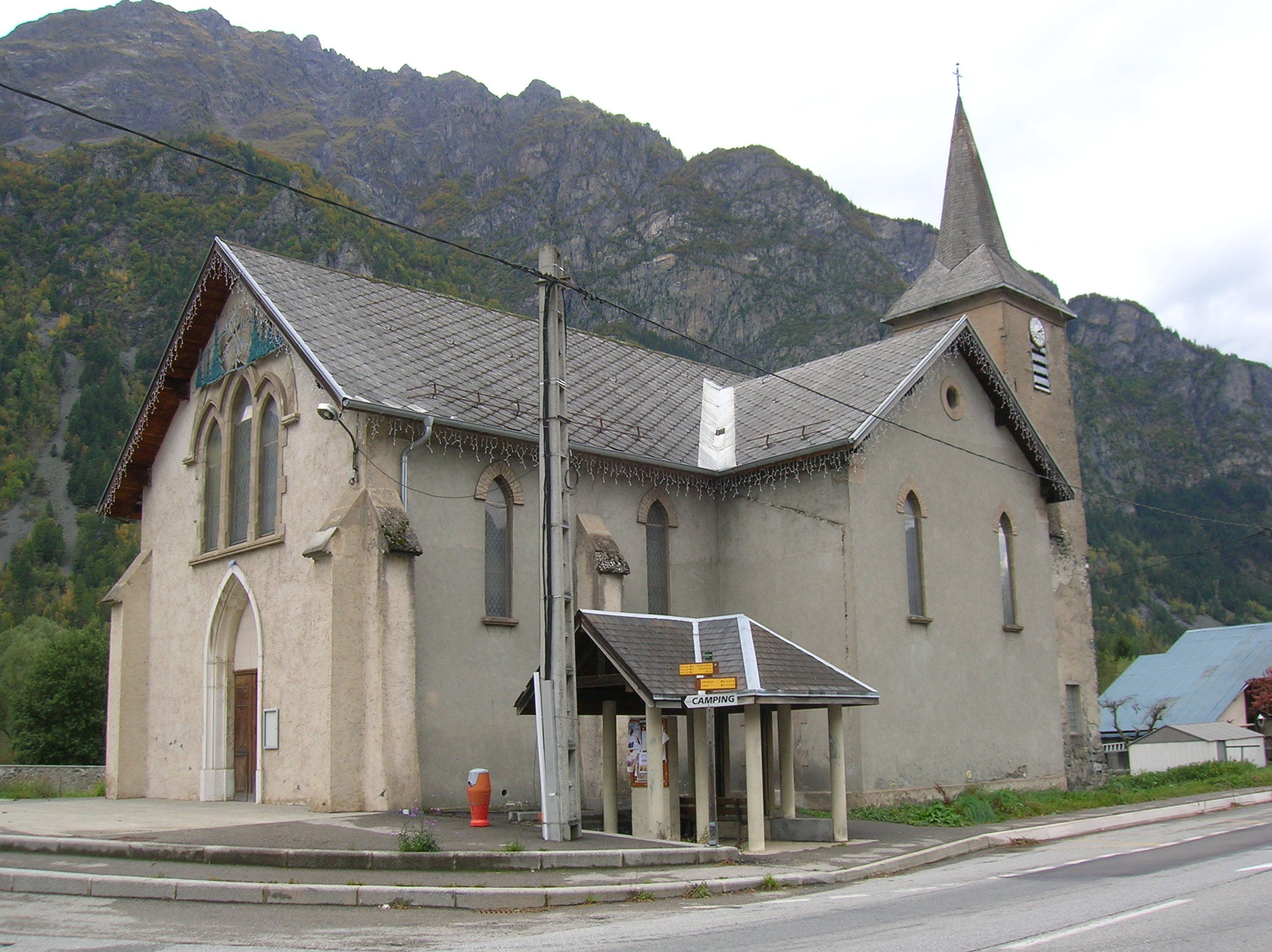
Église des sables (Sandkirche)